# Бозалан
Бозалан (каз. Бозалаң) — упразднённое село в Щербактинском районе Павлодарской области Казахстана. Упразднено в 2017 году. Входило в состав Шалдайского сельского округа. Код КАТО — 556867200.

## Население
В 1999 году население села составляло 85 человек (40 мужчин и 45 женщин). По данным переписи 2009 года в селе проживал 81 человек (41 мужчина и 40 женщин).